# Franco Escamilla
Franco Javier López Escamilla (Cuautla, 29 de abril de 1981) es un comediante, músico, freestyler y empresario mexicano, fundador de La Diablo Squad. Conocido como Lobo López en batallas de freestyle y Franco Escamilla en sus show.
Nació en Cuautla, Morelos, el 29 de abril de 1981. Tras la disolución del vínculo conyugal de sus padres el 1 de agosto de 1997, se trasladó a Monterrey, Nuevo León, para residir con su madre, portando únicamente una guitarra y ropa suficiente para tres días. Cursó estudios en la Escuela Superior de Música y Danza de Monterrey (ESMDM) durante tres años y medio, complementando su formación con una incursión breve en el ámbito de la Criminología.
Antes de incursionar en la comedia, desempeñó una variedad de ocupaciones. Entre ellas, ejerció como cantante itinerante.

## Trayectoria
Se ha presentado a lo largo de la República, y por Latinoamérica, incluso iniciando su propio World Tour de su gira «Por la Anécdota», llegando a tener presentaciones confirmadas en los Estados Unidos de América y Europa, incluyendo viajes a Japón y Australia. Esta gira lo llevó a tener noches agotadas en Los Ángeles, Londres, París, Barcelona, Tokio y demás.
Su fama ha hecho que sea el primer comediante que se presente en el Auditorio Nacional, y en otros recintos importantes de México como la Arena Ciudad de México, en febrero de 2020 se convirtió en el primer comediante latino en presentarse en el Carnegie Hall de Nueva York, además de hacer una pequeña presentación en inglés en Staples Center junto con Gabriel Iglesias, esto catapultándolo como uno de los mayores representantes del Stand up de México y Latinoamérica.
Cuenta con cuatro especiales: «Ladies Man», «Voyerista Auditivo», «Por la Anécdota» y «Bienvenido al Mundo». Y una participación en «Comediantes del mundo», dentro de la plataforma de streaming Netflix.

### Música
Debutó como músico en el Trovafest de 2016; también se presentó junto con la banda argentina Los Caligaris en el festival musical Pa'l Norte en 2017. Grabó su propio álbum musical en colaboración con Edgar Oceransky.

### Televisión
Tuvo su propio programa de televisión en el canal Estrella TV llamado «El show de Franco Escamilla» y también ha participado en episodios de Comedy Central México DF.

### YouTube
Tiene un programa titulado «La Mesa Reñoña», que suma más de 450 ediciones, realizado por sus compañeros de «La Diablo Squad», el cual se transmite en vivo todos los lunes a las 9:30 p. m. (hora de Monterrey) a través de YouTube. Cuenta con ediciones especiales con estrellas de varios ámbitos entre los que destacan Gabriel Iglesias. 
A través de su canal oficial de YouTube, presenta una amplia barra de programación, entre los que destacan, «La mesa reñoña», «Amos del Universo», «Tirando bola», «Sígueme el viaje», «Desde el cerro de la Silla», «Con Todo Menos con Miedo», «Freestyle para topos».
En julio de 2018, United Talent Agency firmó a Escamilla en todas las áreas del mundo con el fin de continuar apoyando y promoviendo la carrera de este cuando se trate de giras, películas, televisión, marcas y más.

### RPM
Su gira «RPM» (2018, 2019), llegó a Hong Kong, Sídney, Melbourne, Israel, Dubái, Japón, Argentina, entre otros países, además de sus funciones en México y Estados Unidos.
Hoy por hoy se dedica a su familia, que es lo más importante para él. Durante 2019 hasta 2022 ha llevado a cabo su gira «Payaso».

### Freestyle
En 2021, debutó como rapero y freestyler con su nombre artístico de «Lobo López», teniendo batallas con raperos conocidos de la escena mexicana como Dominic, Jack Adrenalina, Lobo Estepario y otros. En la primera jornada de la tercera temporada de FMS México tuvo una batalla exhibición en FMS México 2022.

### UDH
En 2022 montó un proyecto digital multiplataforma llamado "Universidad del Humor", este se basa el concepto de    reality show en el que reúne 10 de los grandes
talentos emergentes de la comedia en México. Los integrantes son internados en una casa donde vivirán por 45 días durante los cuales recibirán múltiples cursos, clases y entrenamientos. 
Una vez por semana se llevaron a cabo "galas" en vivo, al final de las cuales un alumno fue eliminado.
A pesar de su talento como comediante, este proyecto resultó ser un revés al considerar que lo que el imaginaba como un proyecto prometedor resultó ser la comprobación que la calidad no es algo que se contagia, el fracaso de este proyecto confirmado por sus amistades en el campo de la comedia, lo motivo a crear proyectos donde no dependa de otros creativos.
Los alumnos no pueden tener contacto con el mundo exterior a excepion de las actividades "escolares". El show contó con una transmisión activa 24/7 en YouTube, y enlazó también a otras plataformas y proyectos cuya autoría es también de Franco y su compañía productora (Psico y Psico, El Recreo, La Mesa Reñoña, Amos del Universo, entre otras).

## Filmografía

### Cine
| Año  | Título                                     | Rol     | Observaciones      |
| ---- | ------------------------------------------ | ------- | ------------------ |
| 2018 | WiFi Ralph                                 | FN-3181 | Doblaje en español |
| 2021 | El mesero                                  | Taquero | También narrador   |
| 2022 | Aguila y Jaguar: Los Guerreros Legendarios | Yalo    | Voz                |

### Televisión
| Año       | Título                                        | Rol             | Observaciones                                       |
| --------- | --------------------------------------------- | --------------- | --------------------------------------------------- |
| 2015      | Stand parados                                 | Él mismo        | 2 episodios                                         |
| 2015-2016 | Comedy Central Presenta: Stand up             | Él mismo        | 3 episodios                                         |
| 2016      | Bar central                                   | Él mismo        | 10 episodios                                        |
| 2016      | El show de Franco Escamilla                   | Él mismo        | Presentador.                                        |
| 2017      | Drunk History: El Lado Borroso De La Historia | Él mismo        | Segmento: «Villa y Zapata y la silla presidencial». |
| 2020      | Mr. Iglesias                                  | Joaquín Fuentes | 1 episodio.                                         |
| 2020      | Spotify Awards                                | Él mismo        | Anfitrión                                           |

### Web
| Año                  | Título                           | Rol         | Observaciones |
| -------------------- | -------------------------------- | ----------- | ------------- |
| 2015                 | Especial teatro blanquita        | Él mismo    |               |
| 2016-presente        | La mesa reñoña                   | Él mismo    |               |
| 2016                 | Franco Escamilla presenta...     | Él mismo    |               |
| 2016                 | Franco Escamilla presenta 2...   | Él mismo    |               |
| 2017                 | Franco Escamilla presenta 3...   | Él mismo    |               |
| 2017-2018, 2020-2021 | El show de Don Medorio           | Don Medorio |               |
| 2017-presente        | Los amos del universo            | Él mismo    |               |
| 2018-presente        | Tirando bola                     | Él mismo    |               |
| 2019-2020            | Yo me la sé                      | Él mismo    |               |
| 2020                 | Cantera Rap                      | Él mismo    |               |
| 2020-2021            | Sígueme el viaje                 | Él mismo    |               |
| 2020                 | Freestyle para topos             | Él mismo    |               |
| 2020-2021            | RNS: resumen de noticias semanal | Él mismo    |               |
| 2020-2021            | Gatada de vatos                  | Él mismo    |               |
| 2021-presente        | Desde el cerro de la silla       | Él mismo    | presentador   |
| 2021-presente        | Psico y psico                    | Él mismo    |               |
| 2022                 | Universidad del humor            | Él mismo    |               |
| 2022-2025            | Toy aburrido                     | Él mismo    |               |

## Giras
| Año           | Título                   | Especial                                | Fecha de estreno original                                    | Plataforma   | Ref.          |
| ------------- | ------------------------ | --------------------------------------- | ------------------------------------------------------------ | ------------ | ------------- |
| 2014-2015     | «Ríspida Rapsodia Regia» | El show del Teatro Blanquita            | 25 de octubre de 2015                                        | Youtube      | [ 28 ] [ 29 ] |
| 2015-2016     | «¡Y ya!»                 | ¡Y ya!                                  | 25 de agosto de 2017 (cine) 3 de diciembre de 2017 (YouTube) | Youtube      | [ 30 ] [ 31 ] |
| 2016-2017     | «Por la anécdota»        | Por la anécdota                         | 8 de junio de 2018                                           | Netflix      | [ 32 ]        |
| 2016-2017     | «Por la anécdota»        | Bienvenido al mundo                     | 17 de abril de 2019                                          | Netflix      | [ 33 ]        |
| 2018-2019     | «RPM»                    | Comediantes del mundo: Franco Escamilla | 28 de febrero de 2019                                        | Netflix      |               |
| 2018-2019     | «RPM»                    | RPM                                     | 5 de abril de 2020                                           | Youtube      | [ 34 ]        |
| 2019-2022     | «Payaso»                 | Payaso                                  | 28 de abril de 2022 (cine) 19 de junio de 2022 (YouTube)     | Youtube      | [ 35 ] [ 36 ] |
| 2021-2022     | «Voyerista auditivo»     | Voyerista auditivo                      | 23 de octubre de 2022                                        | Netflix      |               |
| 2022-2023     | «Gaby»                   | Gaby                                    | 28 de abril de 2024                                          | Yotube       |               |
| 2024          | «Ladies' Man»            | «Ladies' Man»                           | 23 de mayo de 2024                                           | Netflix      |               |
| 2024-presente | «1995»                   | por anunciar                            | por anunciar                                                 | por anunciar |               |